# Чернак
Черна́к (каз. Шорнақ) — село, центр Сауранського району Туркестанської області Казахстану. Адміністративний центр Чернацького сільського округ.
Населення — 3684 особи (2021; 2986 у 2009, 2855 у 1999, 1870 у 1989).